# Tuttan Renholm
Britta Margaretha Bäckström, född Renholm, i unga år känd under namnet Tuttan Renholm, född 3 mars 1947 i Skellefteå stadsförsamling i Västerbottens län, är en svensk sångerska.
Tuttan Renholm växte upp i Skelleftehamn, blev barnstjärna i slutet av 1950-talet, gav ut flera skivor och var på 1960-talet solist i Yngve Forssells orkester. Hon medverkade i såväl radio som TV och har även på senare tid sjungit offentligt. Tuttan Renholm förekommer på flera samlingsskivor. Söndagen den 24 maj 2015 och lördagen den 30 september 2017 uppmärksammades hon i Sveriges radio P4:s nostalgiprogram Da capo med Anders Eldeman.
Hon kallar sig numera Margareta Bäckström och är sedan 1980 gift med Mats Bäckström (född 1942).

## Diskografi i urval
- 1958 – Tuttan Sjunger Om Alabadilj – En Skojig Familj
- 1961 – Tuttan Renholm Med Swing Sing Seven - Bobby, Bobby, Bobby